# Petrit Fejzula
Petrit Fejzula (serbisch-kyrillisch Петрит Фејзула; albanisch Petrit Fejzullahu; * 16. Dezember 1951 in Pristina, SFR Jugoslawien) ist ein ehemaliger jugoslawischer Handballspieler und Handballtrainer.

## Karriere

### Verein
Petrit Fejzula lernte das Handballspielen beim RK Obilić. Der 1,85 m große Kreisläufer spielte anschließend für die jugoslawischen Vereine RK Roter Stern Belgrad und Dinamo Pančevo. 1982 wechselte er zum spanischen Erstligisten FC Barcelona, mit dem er 1983, 1984 und 1985 die Copa del Rey de Balonmano sowie 1984 und 1985 den Europapokal der Pokalsieger gewann. Nach der Saison 1985/86 beendete er seine Spielerlaufbahn und wurde Trainer bei Roter Stern Belgrad. Bis 1999 arbeitete er als Handballtrainer, anschließend wurde er Fitnesstrainer im Tennis.

### Nationalmannschaft
Mit der jugoslawischen Nationalmannschaft belegte Fejzula bei der Weltmeisterschaft 1978 den fünften Platz. Bei der Weltmeisterschaft 1982 gewann er die Silbermedaille.

## Privates
Seine Schwester war die 2025 verstorbene Politikerin Kaqusha Jashari.